# Cercle Brugge in het seizoen 2015/16
Hieronder staan de statistieken en wedstrijden van de Belgische voetbalploeg Cercle Brugge in het seizoen 2015-2016.

## Spelerskern
| Naam                | Positie | Nationaliteit | Nr. | Bij de club sinds | Contract tot |
| ------------------- | ------- | ------------- | --- | ----------------- | ------------ |
| Keepers             |         |               |     |                   |              |
| Thomas De Bie       | GK      | België        | 42  | 2014              | 2017         |
| Alberto Gallinetta  | GK      | Italië        | 1   | 2015              | 2016         |
| Miguel Vandamme     | GK      | België        | 16  | 2013              | 2016         |
| Verdedigers         |         |               |     |                   |              |
| Jasper Ameye        | V       | België        | 29  | 2013              | 2016         |
| Pierre Bourdin      | V       | Frankrijk     | 15  | 2014              | 2017         |
| Dennes De Kegel     | V       | België        | 24  | 2014              | 2016         |
| Gilles Dewaele      | V       | België        | 27  | 2015              | 2018         |
| Jonas Ivens         | V       | België        | 4   | 2015              | 2017         |
| Steddy Celle        | V       | België        | 96  | 2015              | 2022         |
| Ismaila N'Diaye     | V       | Senegal       | 20  | 2014              | 2016         |
| Wesley Vanbelle     | V       | België        | 3   | 2015              | 2017         |
| Karel Van Roose     | V       | België        | 28  | 2010              | 2017         |
| Middenvelders       |         |               |     |                   |              |
| Jilke Deconinck     | M       | België        | 17  | 2013              | 2016         |
| Faris Haroun        | M       | België        | 38  | 2014              | 2015         |
| Benjamin Lambot     | M       | België        | 19  | 2015              | 2017         |
| Mathieu Maertens    | M       | België        | 33  | 2013              | 2018         |
| Thibaut Van Acker   | M       | België        | 41  | 2013              | 2016         |
| Ayron Verkindere    | M]      | België        | 21  | 2014              | 2018         |
| Aanvallers          |         |               |     |                   |              |
| Axel Bossekota      | A       | Frankrijk     | 23  | 2015              | 2017         |
| Lonsana Doumbouya   | A       | Frankrijk     | 26  | 2015              | 2017         |
| Aaron Dhondt        | A       | België        | 46  | 2014              | 2016         |
| Arne Naudts         | A       | België        | 9   | 2010-2013, 2015   | 2016         |
| Laurenz Simoens     | A       | België        | 98  | 2015              | 2017         |
| Richard Sukuta-Pasu | A       | Duitsland     | 19  | 2014              | 2017         |
| Sam Valcke          | A       | België        | 11  | 2014              | 2016         |
| Tibo Van de Velde   | A       | België        | 7   | 2015              | 2017         |
| Maxim Vandewalle    | A       | België        |     | 2015              | 2017         |
| Yvan Yagan          | A       | België        | 77  | 2015              | 2017         |

## Transfers

### Transfers in het tussenseizoen (juni-augustus 2015)
IN:
- Maxim Vandewalle (jeugd Cercle)
- Benjamin Lambot (Simurq)
- Lonsana Doumbouya (AFC Tubize)
- Wesley Vanbelle (Eendracht Aalst)
- Yvan Yagan (STVV)
- Tibo Van de Velde (KMSK Deinze)
- Axel Bossekota (ASV Geel)
- Alberto Gallinetta (Juventus FC)
- Gilles Dewaele (KSC Blankenberge)
- Laurenz Simoens (jeugd Cercle)
- Jonas Ivens (Niki Volos)

UIT:
- Noë Dussenne (Royal Mouscron-Péruwelz)
- Kristof D'haene (KV Kortrijk)
- Junior Kabananga (Astana-1964 FK)
- Stephen Buyl (SV Zulte Waregem)
- Olivier Werner (FC Sochaux) (verhuur)
- Bart Buysse
- Hans Cornelis
- Stef Wils
- Tim Smolders
- Maarten Martens (einde huur, terug naar PAOK Saloniki)
- Jinty Caenepeel (einde huur, terug naar AA Gent)
- Albian Muzaqi (einde huur, terug naar Racing Genk)
- Niels Mestdagh (VV Coxyde)
- Stipe Bačelić-Grgić (Puskas Akademia FC)
- Joey Godee

## Technische staf

### Trainersstaf
- Hoofdtrainer : Frederik Vanderbiest
- Assistent-trainer: Chris Janssens
- Fysiek trainer : Wim Langenbick
- Keepertrainer : Eric Deleu

### Management
- CEO: Peter-Jan Matthijs

## Programma

### Oefenwedstrijden
| datum      | thuisploeg       | bezoekers           | score | doelpunten Cercle                                                                                    | opmerkingen                                    |
| ---------- | ---------------- | ------------------- | ----- | --- | ---------------------------------------------- |
| 03/07/2015 | VV Koekelare     | Cercle              | 0-5   | Dennes De Kegel 0-1, Arne Naudts 0-2, Jilke Deconinck 0-3, Lonsana Doumbouya 0-4 en 0-5 Steddy Celle |                                                |
| 05/07/2014 | SV Damme         | Cercle              | 0-3   | Lonsana Doumbouya 0-1, Yvan Yagan 0-2, Axel Bossekota 0-3                                            |                                                |
| 08/07/2015 | Eernegem         | Cercle              | 0-5   | Yvan Yagan 0-1, Arne Naudts 0-2, Thibaut Van Acker 0-3, Arne Naudts 0-4, Pierre Bourdin 0-5          |                                                |
| 11/07/2015 | Cercle           | Oud-Heverlee Leuven | 0-3   | | De match werd gespeeld op het veld van Jabbeke |
| 15/07/2015 | KV Kortrijk      | Cercle              | 0-0   | | De match werd gespeeld in Lichtervelde         |
| 18/07/2015 | Walhain          | Cercle              | 1-2   | Lonsana Doumbouya 0-1 en Yvan Yagan 1-2                                                              |                                                |
| 21/07/2015 | Cercle           | RWDM                | 1-1   | Ayron Verkindere 1-0                                                                                 | de match werd gespeeld in Oudenburg            |
| 25/07/2015 | VW Hamme         | Cercle              | 0-1   | Yvan Yagan 0-1                                                                                       |                                                |
| 29/07/2015 | Eendracht Aalst  | Cercle              | 1-7   | Sam Valcke 0-1, 0-2 en 0-3 ,                                                                         |                                                |
| 01/08/2015 | Sparta Rotterdam | Cercle              | 1-0   | Steddy Celle 1-0                                                                                     |                                                |

### Proximus League
| speeldag | datum      | thuisploeg                  | bezoekers                   | score | doelpunten                                                                  | punten Cercle | opmerkingen                                                                                |
| -------- | ---------- | --------------------------- | --------------------------- | ----- | --------------------------------------------------------------------------- | ------------- | ------------------------------------------------------------------------------------------ |
| 1        | 08/08/2015 | Cercle                      | KFC Dessel Sport            | 1-1   | Huysegems 0-1, Naudts 1-1                                                   | 1             |                                                                                            |
| 2        | 09/09/2015 | SK Lierse                   | Cercle                      | 2-3   | Maertens 0-1, 0-2, Tauil 1-2, Roulez 2-2, Van Acker 2-3                     | 7             | Oorspronkelijk gepland op 13 augustus maar afgelast wegens de slechte weersomstandigheden. |
| 3        | 06/09/2015 | Seraing United              | Cercle                      | 0-3   | Vanbelle 0-1, Yagan 0-2, Naudts 0-3                                         | 4             |                                                                                            |
| 4        | 12/09/2015 | Cercle                      | ASV Geel                    | 3-3   | Allegria 0,1, 3-3, Doumbouya 1-1, Yagan 2-1, Haroun 3-1, Berben 3-2         | 8             |                                                                                            |
| 5        | 19/9/2015  | Patro Eisden                | Cercle                      | 0-1   | Haroun 0-1                                                                  | 11            |                                                                                            |
| 6        | 27/9       | Cercle                      | KSK Heist                   | 2-0   | Yagan 1-0, 2-0                                                              | 14            |                                                                                            |
| 7        | 4/10       | KSV Roeselare               | Cercle                      | 1-1   | Seoudi 1-0, Maertens 1-1                                                    | 15            |                                                                                            |
| 8        | 7/10       | Cercle                      | KVV Coxyde                  | 1-0   | Naudts 1-0                                                                  | 18            |                                                                                            |
| 9        | 11/10      | Cercle                      | KAS Eupen                   | 4-0   | Maertens1-0, Yagan2-0, Doumbouya3-0, Naudts 4-0                             | 21            |                                                                                            |
| 10       | 18/10      | Royale Union Saint-Gilloise | Cercle                      | 2-1   | Valcke 0-1, Rajsel 1-1, Zitte 2-1                                           | 21            |                                                                                            |
| 11       | 25/10      | Excelsior Virton            | Cercle                      | 2-1   | Yvan Yagan 0-1, Franquart 1-1, Mbuba 2-1                                    | 21            |                                                                                            |
| 12       | 31/10      | Cercle                      | AFC Tubize                  | 1-3   | Diallo 0-1, Laurent 0-2, 0-3, Da Silva (own) 1-3                            | 21            |                                                                                            |
| 13       | 7/11       | Antwerp FC                  | Cercle                      | 0-1   | Colpaert (own) 0-1                                                          | 24            |                                                                                            |
| 14       | 14/11      | Cercle                      | RWS Bruxelles               | 1-1   | Doumbouya 1-0, Fabris                                                       | 25            |                                                                                            |
| 15       | 22/11      | KMSK Deinze                 | Cercle                      | 1-4   | Valcke 0-1, Doumbouya 0-2, 0-3, Bourdin 0-4, Mezine 1-4 (pen)               | 28            |                                                                                            |
| 16       | 29/11      | Cercle                      | Lommel United               | 0-0   |                                                                             | 29            |                                                                                            |
| 17       | 5/12       | KFC Dessel Sport            | Cercle                      | 0-3   | Doumbouya 0-1, Van Akcer 0-2, Remen (own) 0-3                               | 32            |                                                                                            |
| 18       | 13/12      | Cercle                      | SK Lierse                   | 2-2   | Valcke 1-0, Masika 1-1, Naudts 2-1, Buysens 2-2                             | 33            |                                                                                            |
| 19       | 17/1       | Cercle                      | RFC Seraing                 | 4-0   | Yagan 1-0, De Oliveira 2-0, Maertens 3-0, Haroun 4-0                        | 36            |                                                                                            |
| 20       | 23/1       | ASV Geel                    | Cercle                      | 3-3   | Jutten 1-0, Doumbouya 1-1, Cauwenberg 2-1, 3-1, Valcke 3-2, De Oliveira 3-3 | 37            |                                                                                            |
| 21       | 29/1       | Cercle                      | Patro Eisden                | 1-1   | Etien 0-1, Luissint 1-1                                                     | 38            |                                                                                            |
| 22       | 6/2        | KSK Heist                   | Cercle                      | 0-2   | Faris Haroun 0-1, Naudts 0-2                                                | 41            |                                                                                            |
| 23       | 14/2       | Cercle                      | KSV Roeselare               | 2-1   | Brouwers 0-1, Yagan (pen) 1-1, Naudts 2-1                                   | 44            |                                                                                            |
| 24       | 21/2       | KVV Coxyde                  | Cercle                      | 2-2   | Hillewaere 1-0, Yagan 1-1, Haroun 1-2, Millimono 2-2                        | 45            |                                                                                            |
| 25       | 6/3        | AS Eupen                    | Cercle                      | 2-1   | Henry 1-0, Garcia 2-0, Valcke 2-1                                           | 45            |                                                                                            |
| 26       | 11/3       | Cercle                      | Royale Union Saint-Gilloise | 1-1   | Kitambala 0-1, Naudts 1-1                                                   | 46            |                                                                                            |
| 27       | 19/3       | Cercle                      | Excelsior Virton            | 2-2   | Doumbouya 1-0, Jakolis 1-1, Valcke 2-1, Simon 2-2                           | 47            |                                                                                            |
| 28       | 3/4        | AFC Tubize                  | Cercle                      | 2-0   | Di Stefano 1-0, Fabre 2-0                                                   | 47            |                                                                                            |
| 29       | 10/4       | Antwerp FC                  | Cercle                      | 2-2   | Dom (own) 1-0, Doumbouya 2-0, Cornet 2-1, 2-2                               | 48            |                                                                                            |
| 30       | 16/4       | RWS Bruxelles               | Cercle                      | 1-0   | Joachim 1-0                                                                 | 48            |                                                                                            |
| 31       | 24/4       | Cercle                      | KMSK Deinze                 | 1-0   | Maertens 1-0                                                                | 51            |                                                                                            |
| 32       | 30/4       | Lommel United               | Cercle                      | 0-2   | Pirard (own) 0-1, Van Roose 0-2                                             | 54            | Cercle eindigt de competitie op een vijfde plaats.                                         |

### Crocky Cup
| ronde        | datum      | thuisploeg   | bezoekers         | score | doelpunten                                                                | opmerkingen   |
| ------------ | ---------- | ------------ | ----------------- | ----- | ------------------------------------------------------------------------- | ------------- |
| vierde ronde | 16/08/2015 | Cercle       | RU Wallonne Ciney | 2-0   | Valcke 1-0, Mathieu Maertens 2-0                                          |               |
| vijfde ronde | 22/08/2015 | Cercle       | RFC de Liège      | 2-0   | Haroun 1-0, Doumbouya 2-0                                                 |               |
| 1/16 finales | 23/09/2015 | KVC Westerlo | Cercle            | 3-2   | Višņakovs 1-0, Mathieu Maertens 1-1, Yagan 1-2, Hyland 2-2, Višņakovs 3-2 | Uitgeschakeld |